# EdgeRank
EdgeRank est un algorithme utilisé par le réseau social Facebook. Il a pour but de choisir et d'ordonner les contenus apparaissant sur le fil d'actualités des utilisateurs. Cet algorithme est simpliste, et n'est plus utilisé tel quel.

## Principe
Le principe est simple : pour chaque utilisateur et chaque contenu, le but est de définir un score de pertinence, qui permettra de classer les différents messages et d'afficher les meilleurs. Le score est calculé en fonction de trois paramètres, que l'on notera A, T et F.
- A est l'affinité, qui mesure à quel point l'utilisateur et l'auteur du contenu sont proches.
- T est une mesure de l'attractivité du contenu (plus pour les photos que pour les textes par exemple).
- F est la fraîcheur, faible si le contenu est ancien, forte s'il vient d'être posté.

Le score est alors le produit de ces paramètres : {\displaystyle score=A\times T\times F}.

## Histoire
Le fil d'actualité de Facebook est mis en place en septembre 2006. En novembre 2007, la notion de pages destinées aux entreprises est introduite dans ce réseau social, engendrant des messages supplémentaires, et commerciaux, dans ces fils d'actualité. Un algorithme devient nécessaire pour sélectionner ce qui s'affiche aux utilisateurs des services Facebook. C'est la naissance de l'EdgeRank. Mais au fil des années , cet algorithme, dont le rôle est déterminant, évolue profondément et se complexifie. Dans les années 2010, les méthodes utilisées sont devenues bien distinctes de l'EdgeRank initial, et ce terme n'est plus utilisé par Facebook,. Des journalistes, des juristes et des analystes, tels Cass Sunstein, Eli Pariser, ou encore Katharine Viner, reprochent à cet ensemble d'algorithmes de placer l'utilisateur du réseau social dans une bulle, en renforçant ses croyances, et en limitant les possibilités d'être confrontés à des arguments qui réfuteraient ses convictions,. Toujours dans les années 2010, des critiques sont émises par la prise en compte, par ces algorithmes, des infox (fausses nouvelles, nouvelles tendancieuses ou fake news). Ces critiques sont également reprises par d'anciens cadres de Facebook, et amènent l'entreprise à réexaminer ses algorithmes. 
En juillet 2017, Facebook annonce une mise à jour de son algorithme pour lutter contre les liens de mauvaises qualités et réduire l’influence des spammeurs.
En 2018, le créateur et dirigeant de Facebook, Mark Zuckerberg, déclare vouloir revenir à l'esprit initial de ce réseau et privilégier les échanges entre les proches, au détriment des messages des médias et entreprises utilisant le même canal des fils d'actualité.